# 皇帝庙乡
皇帝庙乡，是中华人民共和国河南省漯河市临颍县下辖的一个乡镇级行政单位。

## 行政区划
皇帝庙乡下辖以下地区：
皇帝庙村、前张村、邓庄村、影台寺村、李小坡村、吴庄村、石佛陈村、河坡村、吴集村、大袁村、冉庄村、洪山庙村、九才田村、商桥村、潘牛村、王老庄村、坡高村、樊堂村和曹庄村。